# Поклонение кресту
«Поклонение кресту» (исп. La devoción de la Cruz) — философская драма испанского драматурга Педро Кальдерона де ла Барки, написанная примерно в 1630—1632 годах и впервые опубликованная в 1634 году. В основу сюжета здесь заложено противоречие между личным благочестием главного героя, разбойника Эусебио, и официальной церковью. Специалисты отмечают, что эта пьеса была направлена против Контрреформации.